# Josef Maghs
Josef Maghs (* 5. Januar 1927 in Geldern; † 26. September 2011) war ein deutscher römisch-katholischer Priester.

## Leben
Josef Maghs empfing nach Studium der Katholischen Theologie und Philosophie am 5. März 1955 in Münster die Priesterweihe. Er war Kaplan in St. Michael in Wachtendonk, ab 1958 in St. Georg in Haldern und ab 1963 in St. Willibrord in Kellen. 1964 wurde Maghs zum Pfarrer in St. Ludger Kapellen bei Moers ernannt.
Seit den 90er Jahren war Pfarrer Josef Maghs in der katholischen Circus- und Schaustellerseelsorge tätig. 2001 wurde er in Nachfolge von Heinz-Peter Schönig durch die Deutsche Bischofskonferenz zu deren Beauftragtem für die Circus- und Schaustellerseelsorge in Deutschland beauftragt. Auch nach seiner Entpflichtung war er im Ruhestand weiterhin für die Circus- und Schaustellerseelsorge engagiert; sein offizielles Amt gab er an Martin Fuchs weiter.
Er wurde auch der „Kirmes-Apostel“ genannt.